# Institut Karolinska

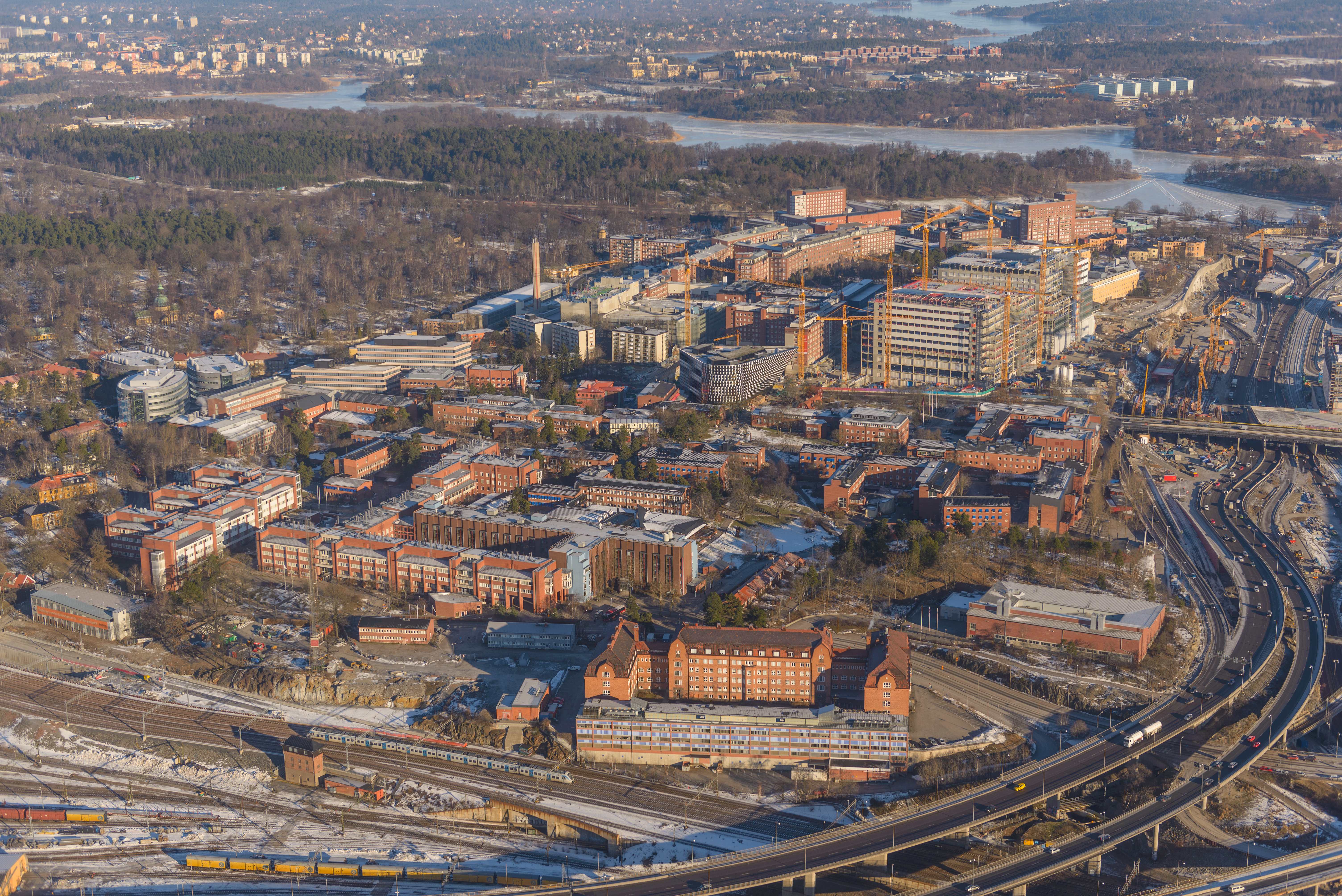
Univerzitní areál na leteckém snímku z roku 2013

Institut Karolinska (švédsky Karolinska Institutet) je lékařská univerzita ve švédském městě Solna na severním okraji Stockholmu. Patří mezi největší lékařské univerzity Evropy, v žebříčku světových univerzit (Šanghajský žebříček) je nejvýznamnější evropskou lékařskou univerzitou a osmou nejvýznamnější na světě. Společně s univerzitní nemocnicí Karolinska v Solně a Huddinge vytváří významné centrum lékařského vzdělávání a výzkumu.

## Historie
Institut byl založen v roce 1811 jako místo vzdělávání a tréninku armádních chirurgů. Původní název byl "Medico-Chirurgiska Institutet". V roce 1817 bylo do názvu přidáno označení "Karolinska" podle tehdejšího švédského krále Karla XIII. Původně sídlila na stockholmském ostrově Kungsholmen, později byla přesunuta do Solny severně od švédské metropole. Druhý kampus byl otevřen v Huddinge jižně od Stockholmu.
Současný název "Karolinska Institutet" je používán oficiálně od roku 1968.

## Aktivity
Institut poskytuje pregraduální i postgraduální lékařské vzdělávání a odehrává se zde 40% objemu medicínského výzkumu ve Švédsku. Sbor složený z 50 profesorů institutu ('Nobelförsamlingen vid Karolinska Institutet') každoročně rozhoduje o držitelích Nobelovy ceny za fyziologii a medicínu.

## Významní absolventi univerzity
- Jöns Jacob Berzelius – považován za zakladatele moderní chemie, autor chemického názvosloví a objevitel prvků křemík, selen, thorium a cer
- Carl Gustaf Mosander – Berzeliův žák, objevitel lanthanu, erbia a terbia
- Karl Oskar Medin – pediatr, který významně přispěl k výzkumu dětské obrny
- Hugo Theorell – laureát Nobelovy ceny za medicínu a fyziologii 1955
- Torsten Wiesel – laureát Nobelovy ceny za medicínu a fyziologii 1981
- Lars Leksell – zakladatel radiochirurgie, autor Leksellova gama nože
- Sune Bergström – laureát Nobelovy ceny za medicínu a fyziologii 1981, společně s
- Bengt I. Samuelsson
- Ragnar Granit – laureát Nobelovy ceny za medicínu a fyziologii 1967
- Ulf von Euler – fyziolog, laureát Nobelovy ceny za medicínu a fyziologii 1970